# Сан Марцано ди Сан Джузепе
Сан Марца̀но ди Сан Джузѐпе (на италиански: San Marzano di San Giuseppe, на албански: Shën Marcani, Шън Марцани, на местен диалект Sa'Mmarzanu, Са'марцану) е град и община в Южна Италия, провинция Таранто, регион Пулия. Разположен е на 134 m надморска височина. Населението на града е 9127 души (към 31 декември 2010).
В общинската територия се намира албанско малцинство, Арбърешите, които още днес говорят на своя албански диалект, арбарешки.